# Філіпп Кусто
Філіпп-П'єрр Кусто (англ. Philippe Pierre Cousteau; 30 грудня 1940 — 28 червня, 1979) був другим сином Жака-Іва Кусто і Симони Кусто, водолаз, моряк, льотчик, фотограф, автор, режисер і кінооператор, який спеціалізувався в питаннях навколишнього середовища та океанографії. Філіпп Кусто був досвідченим кінооператором знімав свої фільми з повітря, на землі і під водою. Він був провідним кінематографістом для більшості документальних фільмів Жака Іва Кусто протягом всього свого життя. Був номінований і виграв кілька нагород. Член Команди Кусто.

## Дитинство
Народився в Тулоні. У 5 років вперше пірнув з аквалангом, а до 7 років опанував дайвінг на професійному рівні. Дитинство Філіппа Кусто пройшло в подорожах по світу, під час яких він познайомився з культурою різних народів і вивчив кілька мов.

## Юність
Бувши підлітком, почав відчувати потяг до дослідження. У той час як його батько захоплювався дослідженням океану, Філіпп мріяв про небо і почав вивчати аеродинаміку у 16 років. Спочатку опанував професію пілота планера, а потім отримав свою ліцензію на управляння літаком.
Філіпп провів два роки в ВМС Франції під час алжирської війни як оператор гідролокатора і член десанту на кораблі Le Normand.
Пізніше здобув науковий ступінь в Массачусетському технологічному інституті, а потім вирушив до Парижа, щоб вивчати кінематограф, закінчивши Національну вищу школу імені Луї Люм'єра в Парижі.

## Діяльність

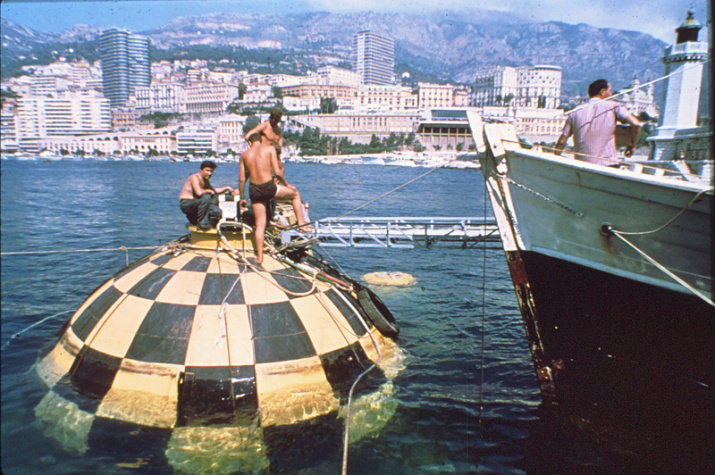
Занурювання підводної конструкції для проєкту «Преконтинент III»

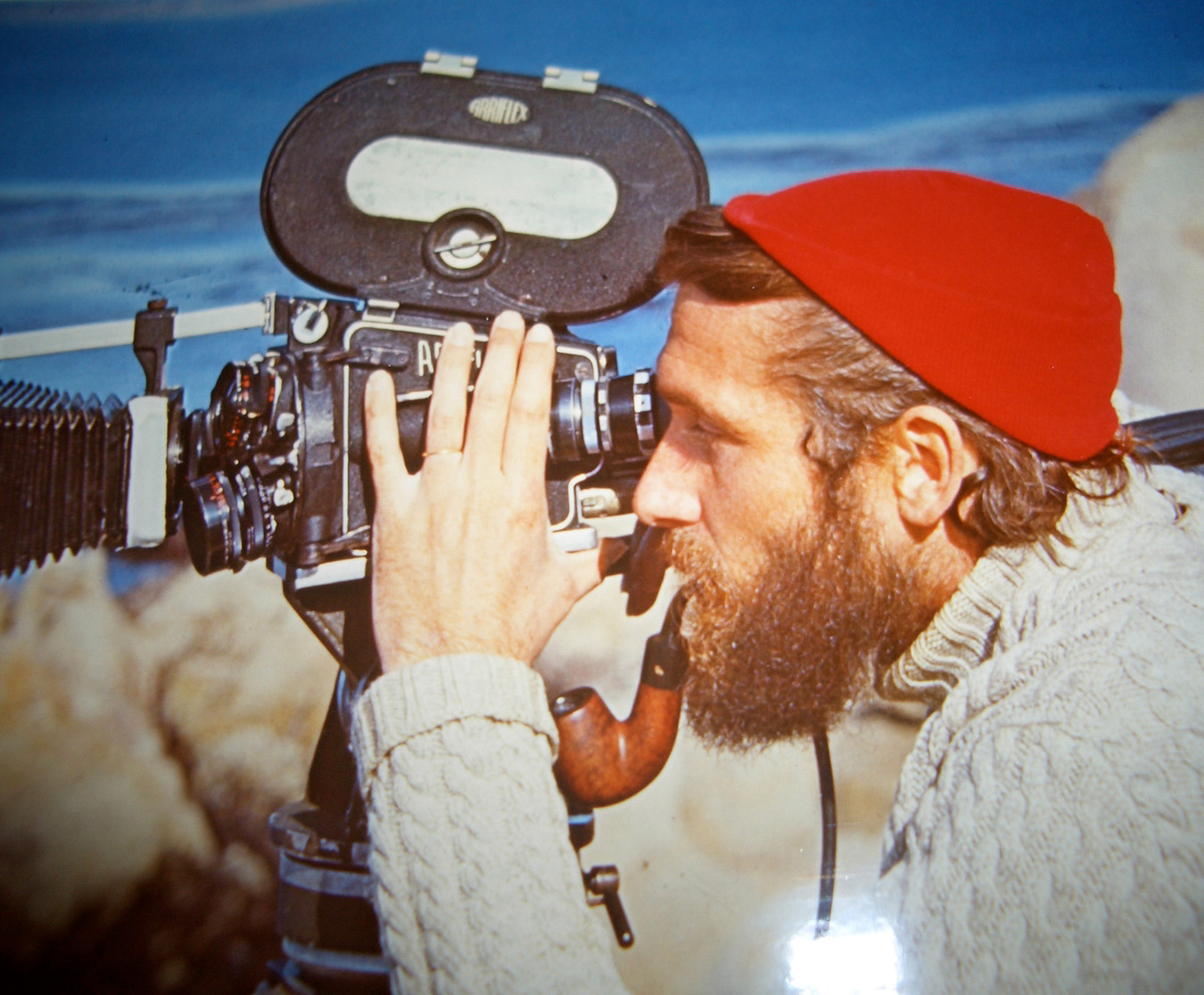
Філіпп Кусто як кінооператор

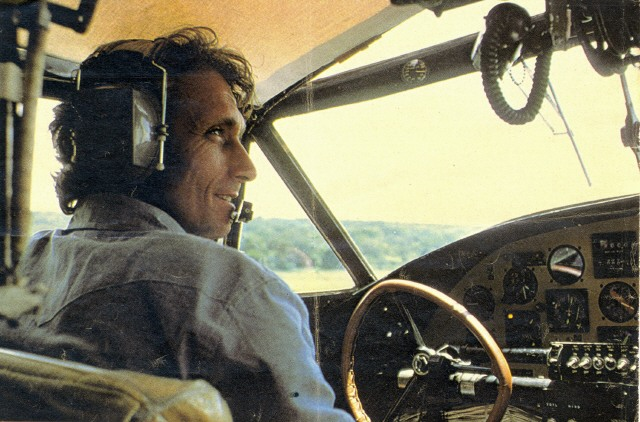
Філіпп Кусто за штурвалом «Каталіни» на озері Вікторія, Уганда. 1978 рік.

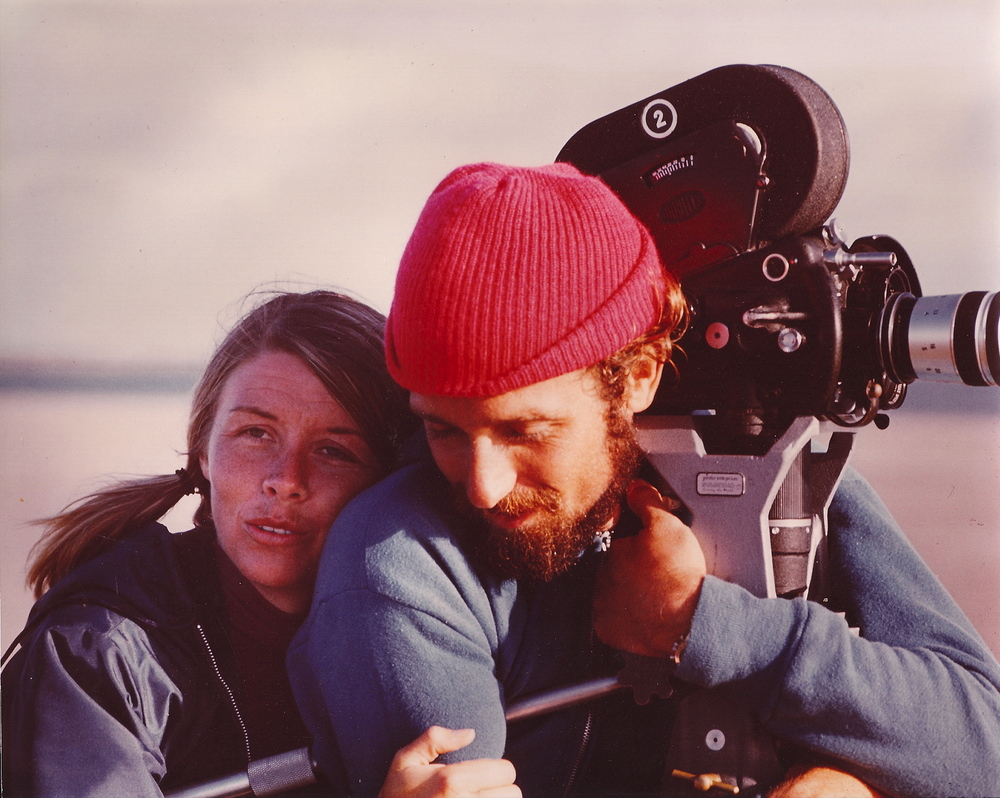
Філіпп Кусто зі своєю дружиною Ян Кусто в ході експедиції

У 1965 році Філіпп був учасником океанічного проєкту свого батька Жака-Іва Кусто, «Преконтинент III»(Conshelf III). Шість водолазів жили в природному середовищі на глибині 102,4 метра (336 футів) у Середземному морі в районі маяка Кап-Ферра, між Ніццою та Монако, протягом трьох тижнів. На додаток до своїх обов'язків як учасник експерименту, Філіпп був підводним фотографом і проводив підводне знімання, яке пізніше стало документальним фільмом National Geographic, що його показали в 1966 році.
У лютому 1967 року Кусто супроводжував свого батька на судні Каліпсо в експедиції для фільму про акул в Червоному морі та Індійському океані. Філіпп Кусто був головним оператором експедиції, а пізніше виклав свої враження у книзі «Чудовий варвар морів» (1970).
Протягом свого подальшого життя, він був співпродюсером численних документальних фільмів з його батьком, в тому числі «Подорож на край світу (1976)» і його власної серії фільмів про екологічні проблеми планети — «Оазис в космосі (1977)», яка була номінована на премію «Еммі».

## Пілот
В 1974 році Філіпп купує гідроплан «Каталіна», це був літак-амфібія, що використовувався для ВМС США. Літак назвали «Летючий Каліпсо», він знімався у багатьох фільмах Кусто і став базою для команди Філіппа. Досліджував регіони світу, які були не доступні для плавання на судні «Каліпсо» Жака Іва Кусто.

## Сім'я
В лютому 1966 року Філіпп зустрів Джаніс Салліван в одному із готелів в Нью-Йорку, Ян була моделлю родом з Лос-Анджелеса і зовсім недавно приїхала до Нью — Йорка. 10 лютого 1967 року вони одружилися в Парижі. Ян приєдналась до Філіппа в більшості його експедицій із Жаком Кусто (20 із 26 знімальних експедицій, що тривали 13 років). У них було двоє дітей, Олександра Кусто і Філіпп Кусто, молодший.

## Смерть
Загинув 28 червня 1979 року від авіакатастрофи поблизу Лісабону, Португалія на річці Тежу. У літака відмовило керування і він носом пішов донизу, пропелер від удару із поверхнею вибухнув і вбив Філіппа, інші члени команди вижили. Поховали Філіппа, якого знайшли лише через три дні, в морі неподалік Лісабону.

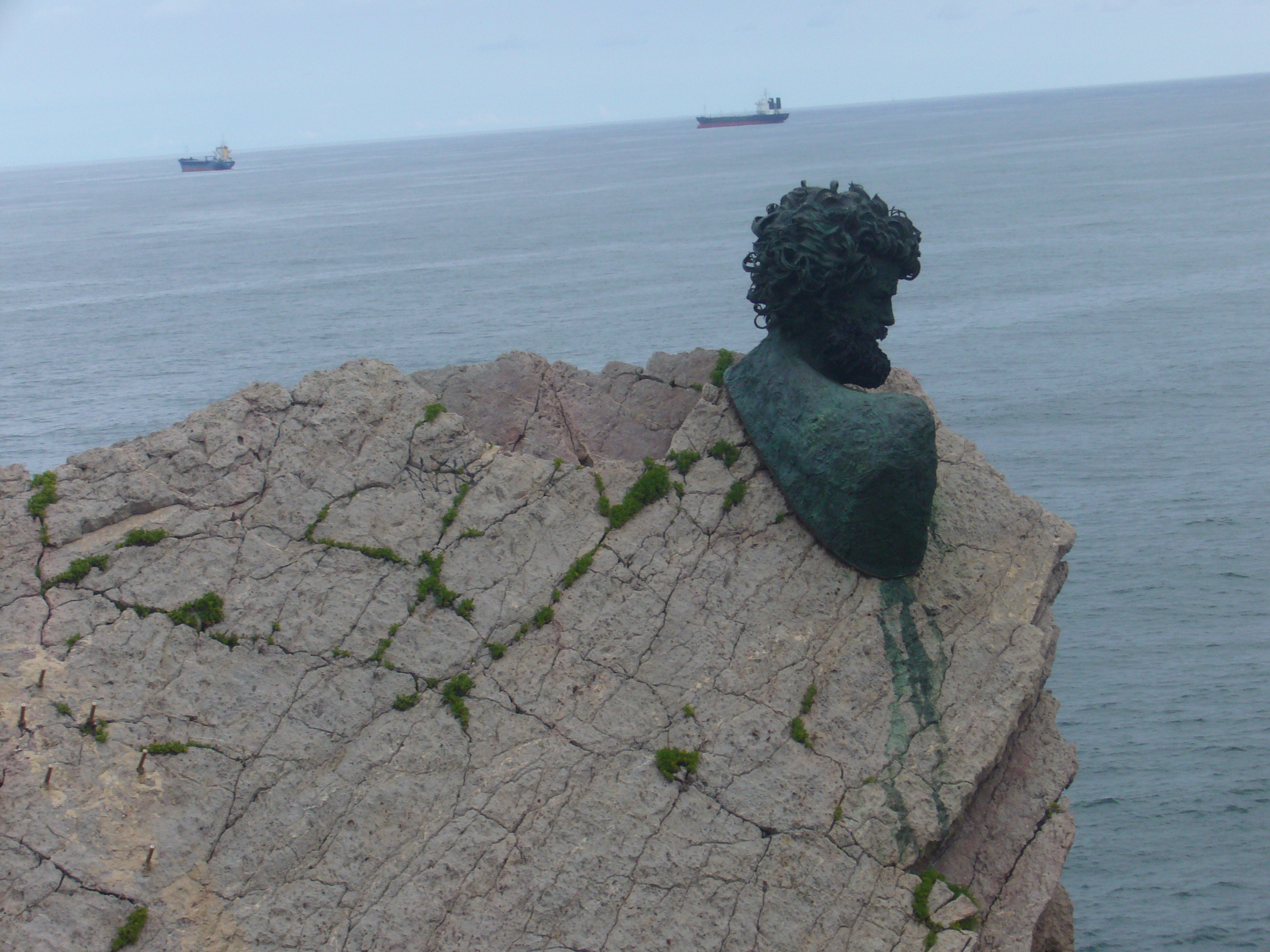
Бюст Філіппа Кусто в музеї якорів в Астурії, Іспанія

## Спадщина
Ім'ям Філіппа Кусто називається музей якорів в Астурії, Іспанія.
Діє ліцей Філіппа Кусто в Сент-Андре-де-Кюбзак, у регіоні Нова Аквітанія, департамент Жиронда, Франція.
Його діти Олександра Кусто і Філіпп Кусто, молодший продовжили сімейну роботу в галузі океанографії і стали співзасновниками компанії EarthEcho International, мета якої охорона Світового океану.

## Фільмографія
«National Geographic Specials» (1966) (документальний серіал)
- Світ Жак-Іва Кусто (1966) (1 серія)

«Підводний світ Жак Кусто» 1966—1975 рр.,
відзняв 12 серій:
- Пригода Конфельфа (1966)
- Дикі світи коралових джунглів (1968)
- Акули (1968)
- Пустелі китів (1969)
- Восьминіг, восьминога (1971)
- Посмішка моржів (1972)
- Співаючий кит (1973)
- Морські птахи Ізабели (1975)
- Бобри Північної країни (1975)
- Життя на кінці світу (1974)
- Під замерзлим світом (1974)
- Політ пінгвінів (1974)

У співвавторстві із Жаком Кусто — «Подорож на край світу» (1975) 
Власна відео робота — «Оазис в Космосі» (1977):
- Яка ціна прогресу? (1977)
- Зерно совісті (1977)
- Мрії про майбутнє (1977)
- Каламутні води (1977)
- Зростання населення — бомба уповільненої дії (1977)
- Ігри з енергією (1977)

«Одіссея Кусто», відзняв одну серію:
- Пошук Каліпсо для Атлантиди: перша частина (1978) .  [Архівовано 17 лютого 2022 у Wayback Machine.]

## Постать Філіппа у культурі
В 2016 році знято художній фільм «Одіссея» (L'odyssée) французом Жеромом Саллем, що розповідає про життя Філіппа Кусто та його батька Жака-Іва Кусто, характеризує діяльність цих людей та систему не простих відносин між сином та батьком  [Архівовано 20 грудня 2016 у Wayback Machine.].